# Föhnkrankheit
Als Föhnkrankheit wird umgangssprachlich das vermehrte Auftreten von Herz- und Kreislaufproblemen, Kopfschmerzen, Unruhe, Nervosität, Schlafstörungen und Konzentrationsschwierigkeiten bezeichnet, das bei einigen Menschen bei einer Föhnwetterlage zu beobachten ist. Weitere mögliche Symptome sind rasche Ermüdung, Übelkeit, Reizbarkeit, allgemeine Unlust und Zerschlagenheit, verminderte Leistungsfähigkeit, Schlaflosigkeit, Depressionen und die Verschlimmerung bestehender Beschwerden und Krankheiten. Als Ursache werden Druckunterschiede der Luftfronten angenommen. Ob es eine eigenständige Föhnkrankheit gibt oder ob es sich um eine Ausprägung von Wetterfühligkeit handelt, ist umstritten.
In der Schweiz studierte unter anderem Étienne Grandjean 1945 mit Walter Mörikofer an Versuchspersonen die physiologischen Föhnwirkungen. 1960 strahlte das Schweizer Fernsehen die zweiteilige Sendung Der Föhn – Landplage oder Sündenbock über die Föhnkrankheit aus, in welcher Grandjean entgegen Hans Martin Sutermeister die Meinung vertrat, die Föhnkrankheit existiere nicht.